# 中華基督教會基恆小學
中華基督教會基恆小學（英語：CCC Kei Hang Primary School），為香港南區黃竹坑邨一所已停辦的津貼小學，於1973年創立，2005年因整體重建計劃而停辦。

## 歷史
此校於1973年成立，早年為一所半日制小學，至1993年按辦學團體指示改為全日制，直至停辦。
早於1992年，此校已出現收生不足情況，自該學年起一直未能錄取小一，直至六年後才收一班新生，另加一班三年級插班生。及後，因此校於2001年接獲房屋署通知黃竹坑邨需要重建，其收生再度惡化，2002年再出現小一「開零班」情形。最終，此校於2003/04學年起停收小一，至2005年正式停辦，結束其辦學32年的歷史。至於剩下未畢業的高小學生，則主要由同年分拆之香港仔聖伯多祿天主教小學接收。

## 校舍
此校為一座經加建七樓的「火柴盒」小學，毗鄰同邨第4、7及8座，設21間課室及若干特別室。而在此校即將停辦之際，部分空置課室改建為遊樂室，供剩餘的學生使用。
隨黃竹坑邨重建，校舍於2005年騰空，2007年連同所有樓宇永久封閉，並於兩年後一併拆卸。校舍現址為港鐵黃竹坑車廠及其上蓋屋苑港島南岸。

## 歷任行政人員

### 校監
- 李清詞 牧師
- 翁瑞光 牧師[10]
- 陸輝 牧師[11]
- 吳水麗 女士，JP[4]

### 校長

#### 上午校
- 鄭賚能 先生（1973年-1981年，創校校長，後調至基秀小學上午校）[12]
- 黃國忠 先生（1981年-1984年）[13]
- 馮文正 先生（1984年-1990年，後調至基良小學上午校）[14]

#### 下午校
- 李靜賢 女士（1973年-1985年，創校校長）[12]
- 龍漢基 先生（1985年-1988年，後調至基浩小學上午校）[14]
- 韋少冰 女士（1988年-1990年）[15]

#### 上、下午校/全日制
- 韋少冰 女士（1990年-1993年，兼上、下午校校長，後調至基全小學下午校）[10]
- 李潤生 先生（1993年-1994年，全日制首任，原為基理小學末任校長，後調至全完第二小學）
- 潘木麟 先生（1994年-2001年，首年為署任，並獲真除，後調至全完第一小學）[11]
- 何妙玲 女士（2001年-2003年，後調至方潤華小學下午校）[1]
- 黃民泰 先生（2003年-2005年，末任校長；原為香港中文大學校友會聯會張煊昌學校創校校長）

## 註解
1. ↑  2004-05年度數字，見此校網頁存檔「學校教職員」欄目。
2. ↑  2002-03年度數字[1]

## 外部連結
- 中華基督教會基恆小學官方網站（存檔）